# Terminalia brassii
Terminalia brassii är en tvåhjärtbladig växtart som beskrevs av Arthur Wallis Exell. Terminalia brassii ingår i släktet Terminalia och familjen Combretaceae. Inga underarter finns listade i Catalogue of Life.